# Helen Prejean
La germana Helen Prejean (Baton Rouge, Louisiana, 21 abril 1939) és una monja catòlica, de les Germanes de Sant Josep de Carondelet, que ha esdevingut una de les principals lluitadores dels EUA per l'abolició de la pena de mort.

## El seu ministeri al corredor de la mort
Els seus esforços es va iniciar en Nova Orleans, Louisiana, el 1981. El 1982 un conegut li va demanar que es posés en contacte amb l'assassí convicte Elmo Patrick Sonnier, ubicat a la Penitenciaria Estatal de Louisiana. Sonnier va ser condemnat a mort per electrocució. Va visitar Sonnier a la presó i va acceptar ser el seu assessor espiritual en els mesos previs a la seva execució. L'experiència li va donar a Prejean un major coneixement del procés de les execucions, i a partir de llavors va començar a parlar en contra de la pena capital. Al mateix temps, ella també va fundar Survive, una organització dedicada a l'assessorament a les famílies de les víctimes de la violència.
Prejean va estar al costat de molts altres presos al corredor de la mort i va ser testimoni d'altres execucions més. Va exercir com a National Chairperson (President Nacional) de la National Coalition to Abolish the Death Penalty (Coalició nacional per l'abolició la pena de mort) des del 1993 el 1995.

## Pena de mort (Dead Man Walking)

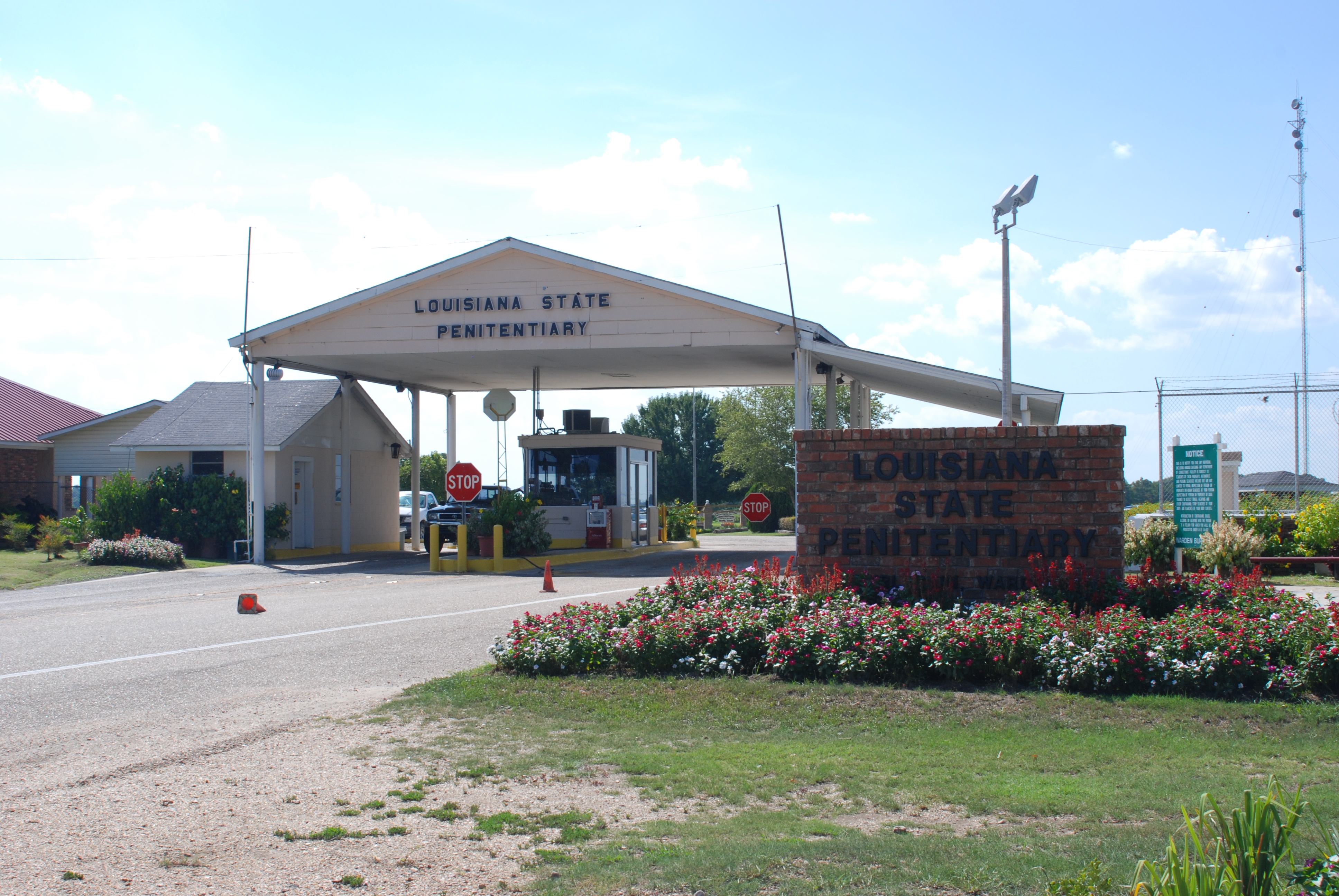
Penitenciaria Estatal de Louisiana

Dead Man Walking, que és un relat autobiogràfic de la seva relació amb Sonnier i altres reclusos en pena de mort, va servir de base per a un llargmetratge, una òpera i un joc. La pel·lícula va ser interpretada per Susan Sarandon, qui va guanyar un oscar a la millor actriu. En aquesta, Prejean hi va participar -sense acreditar- com una dona en una escena de la vetlla amb espelmes a defora de la Penitenciaria Estatal de Louisiana.
A més de Sonnier, la història es basa en el reclús Robert Lee Willie, qui juntament amb al seu amic Joseph Jesse Vaccaro van violar i matar a Faith Hathaway de 18 anys, el 28 maig de 1980; vuit dies més tard van segrestar una parella de Madison prop del riu Tchefuncte a Louisiana i els van conduir a Alabama. Van violar a l'adolescent de 16 anys, Debbie Morris (Cuevas de soltera) -qui més tard es convertiria en l'autora del seu llibre Forgiving the Dead Man Walking (Perdonant Dead Man Walking)- i després van apunyalar i van disparar al seu xicot -de 20 anys- Marc Brewster, deixant-lo lligat a un arbre paralitzat de cintura en avall.
El febrer de 2011, Prejean va donar tots els seus papers arxivats a la DePaul University.

## La controvèrsia que envoltaDead Man Walking
El 2005, l'autor D.D. deVinci va publicar Dead Family Walking, on narra la mort de Loretta Bourque i se centra en les proves i patiments de la família Bourque. En la pàgina web s'acusa al llibre de Prejean de contenir "adornaments qüestionables" i s'ataca la monja pel seu suport cap a Sonnier.

## Campanyes, llibres i premis
El 1999, Prejean va formar Moratorium 2000 (moratòria del 2000), una campanya de peticions que amb el temps va créixer fins a convertir-se en una campanya d'àmbit nacional, The Moratorium Campaign (la Campanya Moratòria), i que inicialment, va ser integrada per Robert Jones, Teresa Meisz, i Jené O'Keefe. Sota l'auspici de The Moratorium Campaign es formà l'organització Witness to Innocence (Testimonis de la innocència), integrada pels supervivents dels condemnats a mort, que van ser condemnats per crims que no van cometre.
El segon llibre de Prejean, The Death of Innocents: An Eyewitness Account of Wrongful Executions (La mort dels innocents: relat d'un testimoni de les execucions per negligència) es va publicar el desembre de 2004. En ell, Prejean narra la història de dos homes, Dobie Gillis Williams i Joseph O'Dell, qui va acompanyar a les seves execucions. Ella creu que tots dos homes eren innocents. El llibre també examina la història recent de les decisions de pena de mort per la Supreme Court of the United States (Cort Suprema dels Estats Units) i la trajectòria de George W. Bush com a governador de Texas.
El 1998, a Prejean se li va atorgar el Premi Pacem in Terris.
Prejean basa ara el seu treball en la Death Penalty Discourse Network (xarxes de Discurs sobre la pena de mort) a Nova Orleans i passa el seu temps donant xerrades als Estats Units i arreu del món.

## Premis i reconeixements
- 1998: Premi Mundial Pacem in Terris.
- 1996: Pax Christi USA Pope Paul VI Teacher of Peace Award (Premi de Mestre de la pau del papa Pau VI pels EUA de Pax Christi).